# اتل ۲۰۳۲ اتل
سیارک ۲۰۳۲ (به انگلیسی: 2032 Ethel، نامگذاری:۱۹۷۰OH) دو هزار و سی و دومین سیارک کشف شده‌است که در ۳۰ ژوئیه ۱۹۷۰ کشف شد.
این سیارک به افتخار اتل لیلیان وینیچ نویسنده ایرلندی نام‌گذاری شده‌است.
قدر مطلق سیارک برابر ۱۱٫۹۰ است.